# 常楽寺 (栃木県壬生町)
常楽寺（じょうらくじ）は、栃木県下都賀郡壬生町にある曹洞宗の寺院。

## 歴史
1462年（寛正3年）、壬生胤業の開基である。胤業は壬生氏の始祖であり、壬生氏は約130年にわたり当地を支配した。壬生氏断絶後も歴代壬生藩藩主の保護を受け、鳥居氏の入封後、鳥居氏の菩提寺となっている。
墓地には、壬生氏や鳥居氏一族の墓とともに、藩医齋藤玄昌の墓もある。玄昌は蘭方医で二宮尊徳の主治医を務めている。いち早く種痘も導入している。

## 文化財
- 鳥居家累代の墓（壬生町指定史跡 昭和57年1月20日指定）[4]
- 壬生家歴代の墓（壬生町指定史跡 昭和57年1月20日指定）[5]
- 齋藤家一族の墓（壬生町指定史跡 平成8年4月23日指定）[6]

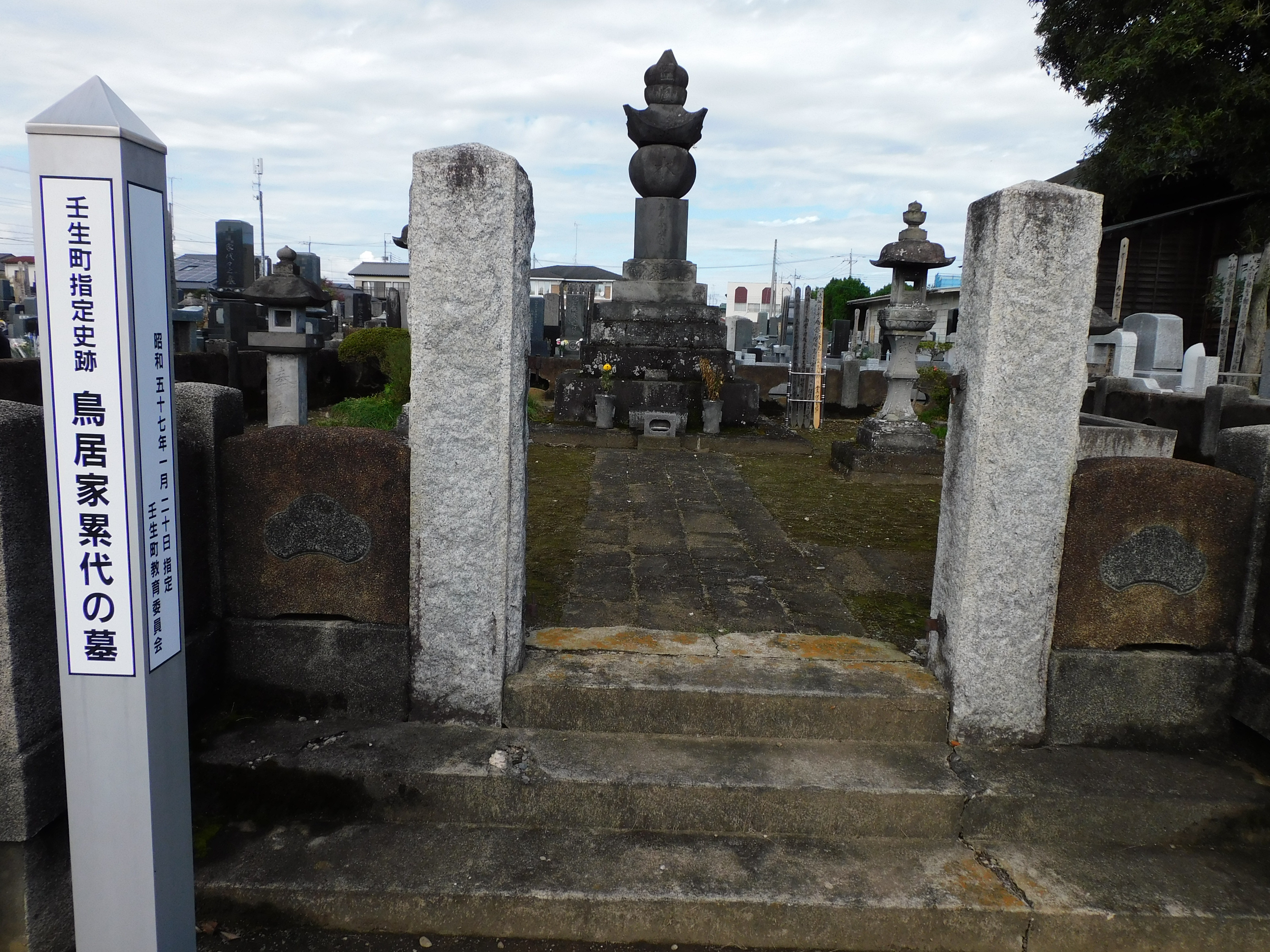
鳥居家累代の墓
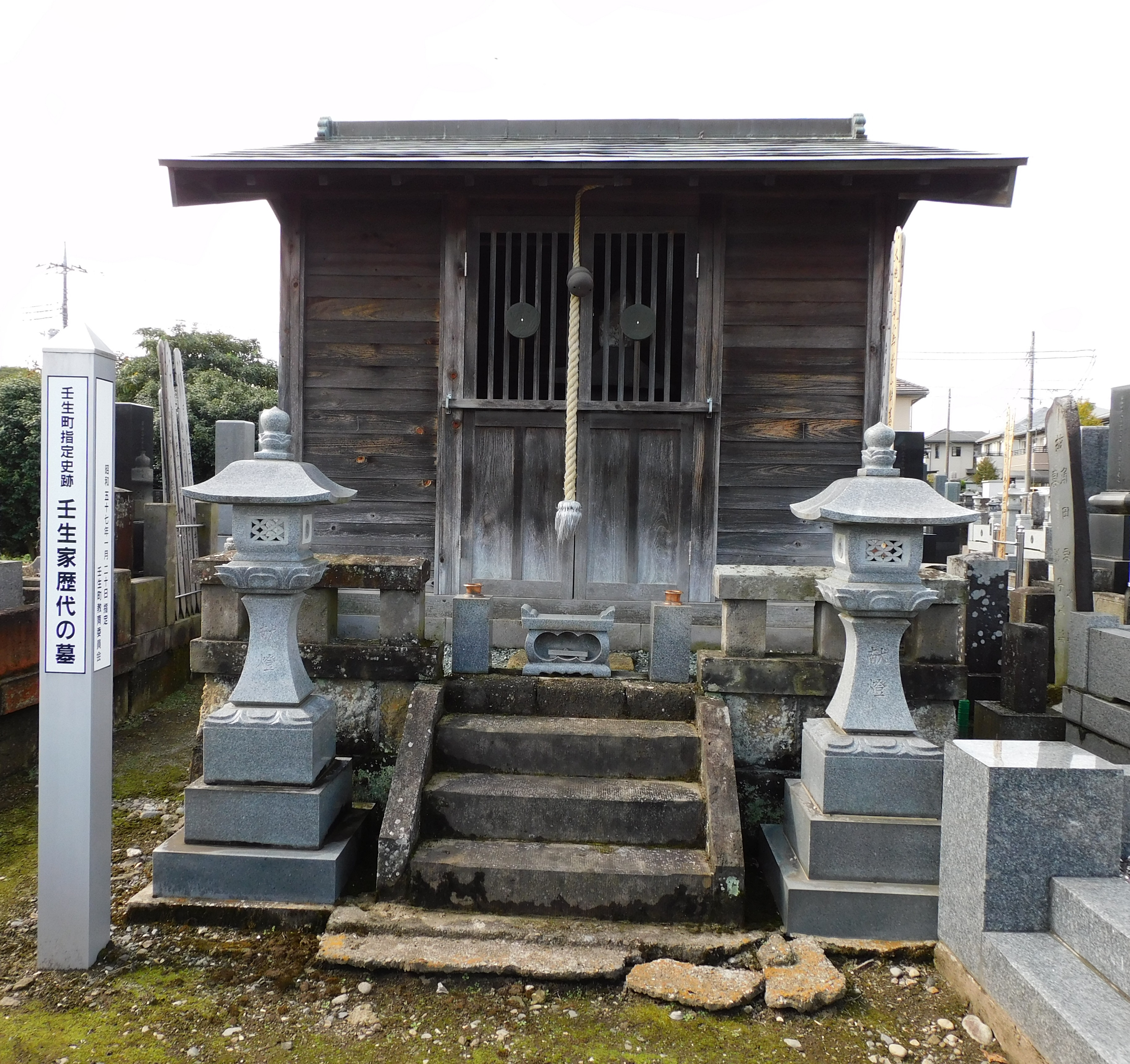
壬生家歴代の墓

## 交通アクセス
- 壬生駅より徒歩13分。